# Massaker von Široki Brijeg

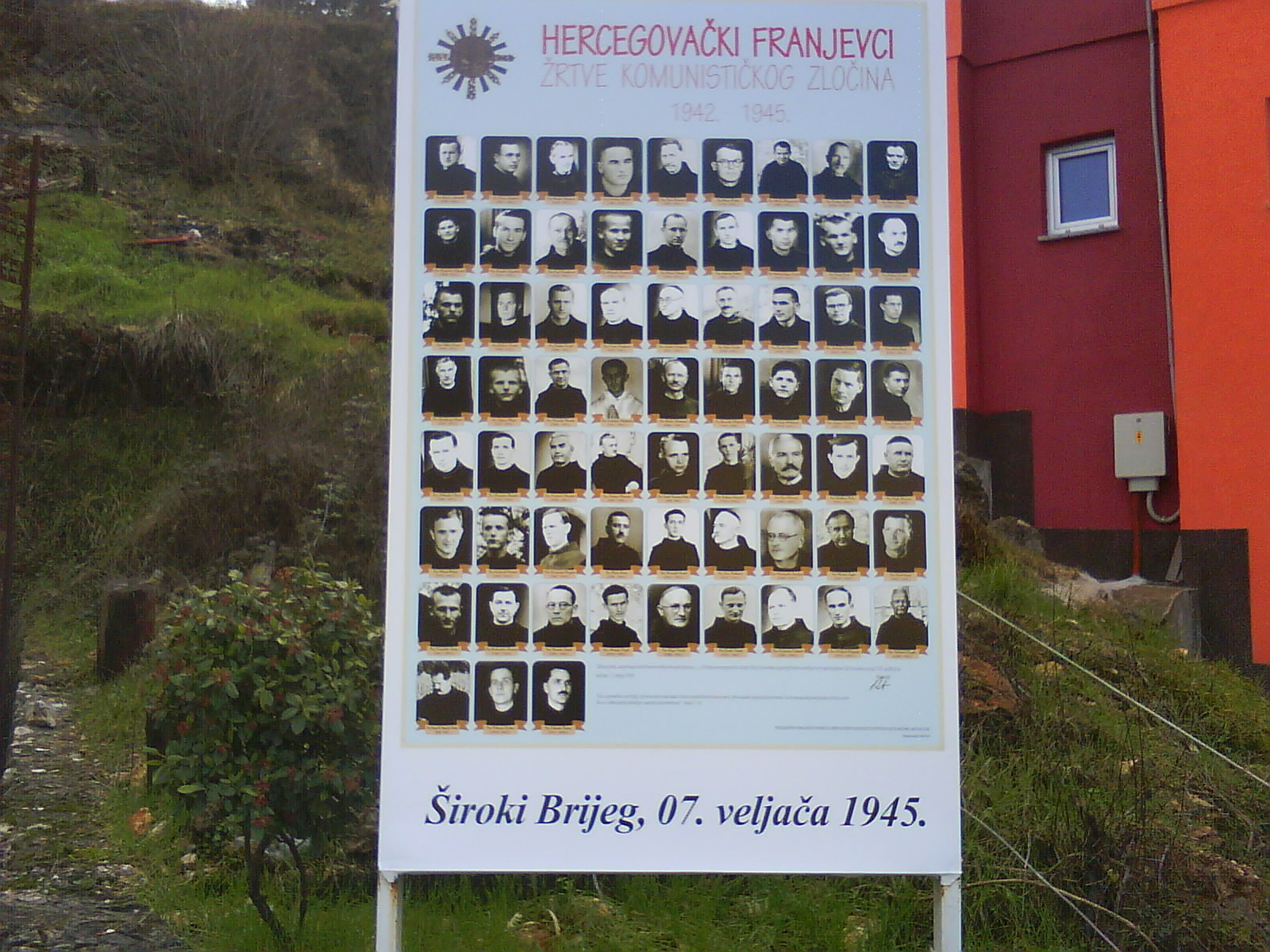
Gedenktafel mit den Bildern der Märtyrer von Široki Brijeg und der weiteren ermordeten Franziskaner

Das Massaker von Široki Brijeg war ein jugoslawisches Kriegsverbrechen, bei dem 28 Franziskaner des Franziskanerklosters Široki Brijeg in der Herzegowina zwischen dem 7. und 15. Februar 1945 von kommunistischen Tito-Partisanen getötet wurden.
Die Opfer werden innerhalb und teilweise auch außerhalb der römisch-katholischen Kirche in Bosnien und Herzegowina als Märtyrer verehrt.

## Hintergrund

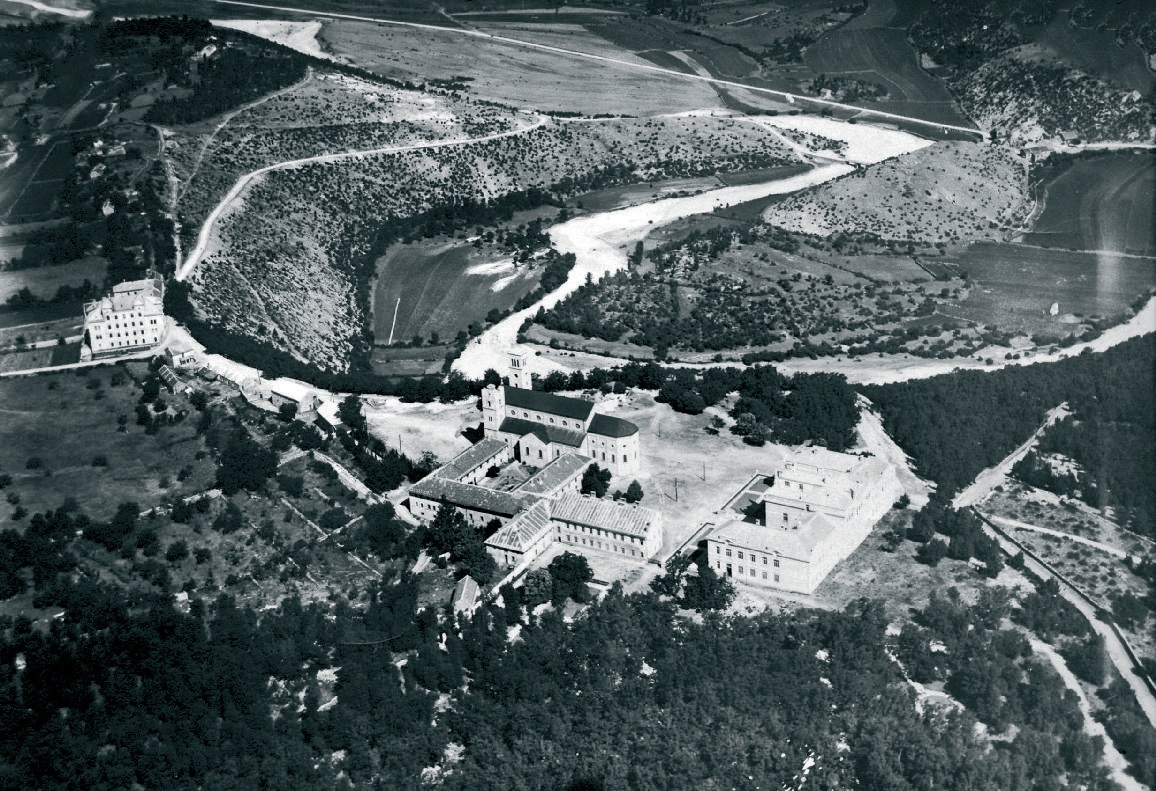
Klosteranlage mit Konvent und noch unvollendeter Klosterkirche, daneben das Gymnasium, 1905.

Die bosnischen Franziskaner spielten eine wichtige Rolle bei der Entwicklung der katholischen Kultur und des kroatischen Selbstbewusstseins in Bosnien und der Herzegowina. In den letzten Jahrzehnten der osmanischen sowie zur Zeit der österreich-ungarischen Herrschaft betrieben sie mehrere Grund- und Oberschulen und gaben Literatur heraus. Sie förderten in ihren Schulen sowohl den Katholizismus als auch den kroatischen Nationalismus. Zu den in dieser Hinsicht bekanntesten Franziskanern gehörten Grgo Martić, Paškal Buconjić und Didak Buntić. Ihr spirituelles Zentrum war Široki Brijeg.
Die jugoslawischen Kommunisten warfen den Franziskanerklöstern vor, als Organisations- und Ausbildungszentren für die Ustascha gedient zu haben. Der Franziskaner Berto Dragičević vom Kloster Široki Brijeg war, unterstützt von den Franziskanern Ante Cvitković und Andrija Jeličić, Kommandeur einer Ustaschaeinheit in dieser Region. Auch ist bekannt, dass Radoslav Glavaš, ein Franziskaner dieses Klosters, den Ustascha beigetreten ist. Tito äußerte einmal, die Franziskanergymnasien in Bosnien-Herzegowina seien „Erziehungsnester des nationalen Hasses“ zwischen Serben, Kroaten und Muslimen gewesen. Die Kommunisten unterstellten den getöteten Franziskanern, aktiv an der Seite der deutschen und kroatischen Soldaten an den Kämpfen um die Stadt beteiligt gewesen zu sein.
Der Vorwurf, dass die von Partisanen ermordeten Franziskaner von Široki Brijeg persönlich mit der Waffe in der Hand zusammen mit den Deutschen und der Ustascha gegen die Partisanen gekämpft hätten, ist nicht belegt. Paul Hockenos schreibt, dass die Ordensangehörigen gemeinsam mit Deutschen und Ustascha die Stadt, bzw. das Kloster mit der Waffe in der Hand gegen alliierte Flugzeuge verteidigten. Zum gleichen Ergebnis kommt der US-amerikanische Militärhistoriker Jozo Tomašević.
Von der Gegenseite wird behauptet, die ermordeten Ordensbrüder hätten zwar, wie auch der Großteil der kroatischen Bevölkerung, die Gründung eines unabhängigen kroatischen Staates im Jahr 1941 als Befreiung von der serbischen Bevormundung begrüßt, aber Gräueltaten der Ustascha verurteilt und ihre Enttäuschung darüber geäußert. Der Bericht eines Gestapo-Agenten aus dem Jahr 1944 vermeldete, dass sich Franziskaner von Široki Brijeg in Predigten gegen das damalige politische System im unabhängigen Staat Kroatien und gegen das nationalsozialistische Deutschland aussprachen.

## Ablauf

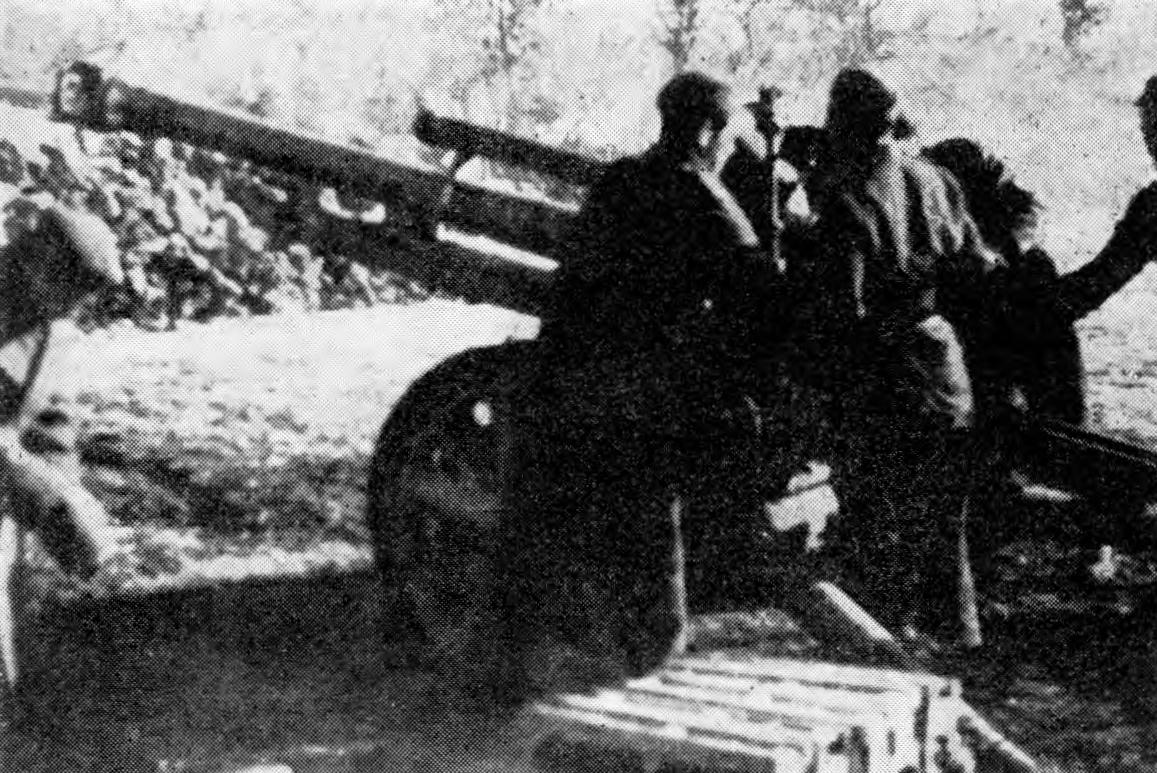
Eine Artilleriestellung der Partisanen mit einer leichten Feldhaubitze bei der Schlacht um Široki Brijeg (6./7. Februar 1945).

Tito-Partisanen der 26. Division des VIII. Korps der Volksbefreiungsarmee Jugoslawiens versuchten ab dem 6. Februar 1945 die Stadt Široki Brijeg zu erobern und lieferten sich heftige Kämpfe mit dem 270. Regiment der 369. Legionärsdivision der deutschen Wehrmacht sowie kroatischen Streitkräften.
Am 7. Februar 1945 eroberten Partisanen der II. Dalmatinischen Proletarischen Brigade die Stadt und erschossen 12 Ordensbrüder im Kloster Široki Brijeg. Sie warfen die Leichen zunächst in einen Luftschutzbunker im Klostergarten, verbrannten sie anschließend und verscharrten die menschlichen Überreste. Diese wurden 1971 heimlich exhumiert und in der Klosterkirche begraben.
Am 8. Februar 1945 suchten neun Ordensbrüder Zuflucht in der ordenseigenen Wassermühle am örtlichen Fluss Lištica. Sie wurden von Partisanen verhaftet und in Richtung Split abtransportiert. Die Mehrzahl von ihnen wurde höchstwahrscheinlich in Zagvozd getötet. Vereinzelt erfolgten die Tötungen an weiteren Orten bis zum 15. Februar 1945.

## Opfer

### 7. Februar 1945

#### Kloster Široki Brijeg
1. Marko (Mate) Barbarić (* 19. Februar 1865 in Šiljevišta bei Klobuk), Ordenspriester im Ruhestand
2. Viktor (Bože) Kosir (* 12. Oktober 1924 in Uzarići), Ordenstheologe
3. Tadija (Mirko) Kožul (* 20. Juli 1909 in Turčinovići), Ordenspriester, Professor des örtlichen Gymnasiums
4. Krsto (Nikola) Kraljević (* 21. März 1895 in Grljevići), Ordenspriester im Ruhestand
5. Stanko (Petar) Kraljević (* 12. August 1871 in Mokro), Ordenspriester im Ruhestand
6. Žarko (Jerko) Leventić (* 27. August 1919 in Drinovci), Ordenspriester, Gemeindevikar
7. Stjepan (Ante) Majić (* 26. Mai 1925 in Vitina bei Ljubuški), Ordenspriester
8. Arhanđeo (Nikola) Nuić (* 21. Februar 1896 in Drinovci), Ordenspriester, Professor des örtlichen Gymnasiums und Publizist
9. Borislav (Ljubo) Pandžić (* 7. Januar 1910 in Drinovci), Ordenspriester, Professor des örtlichen Gymnasiums
10. Ludovik (Ivan) Radoš (* 14. November 1925 in Blažuj bei Tomislavgrad), Ordenstheologe
11. Ivo (Ivan) Slišković (* 25. April 1877 in Mokro), Ordenspriester im Ruhestand
12. Dobroslav (Božo) Šimović (* 19. Dezember 1907 in Hamzići zu Čitluk), Ordenspriester, Professor des örtlichen Gymnasiums

### 8. bis 15. Februar 1945

#### Wassermühle an der Lištica (Široki Brijeg)
1. Miljenko (Ivan) Ivanković (* 2. Dezember 1924 in Tubolja bei Tomislavgrad), Ordenstheologe
2. Andrija (Jozo) Jelčić (* 8. Mai 1904 in Stubica, zu Sudenci bei Čapljina), Guardian und Oberpfarrer von Široki Brijeg
3. Fabijan (Jozo) Kordić (* 6. März 1890 in Grljevići), Laienbruder
4. Bonifacije (Ante) Majić (* 6. Mai 1883 in Vitina bei Ljubuški), Professor im Ruhestand
5. Dr. Fabijan (Jakov) Paponja (* 26. November 1897 in Lipno bei Ljubuški), Professor und Leiter des örtlichen Konvikts
6. Melhior (Jerko) Prlić (* 27. Juli 1912 in Sovići, zu Gorica), Laienbruder
7. Leonardo (Mijo) Rupčić (* 29. September 1907 in Hardomilje, zu Humac), Professor des örtlichen Gymnasiums
8. Mariofil (Marijan) Sivrić (* 10. Februar 1913 in Međugorje), Klostervikar von Široki Brijeg
9. Dr. Radoslav (Ivan) Vukšić (* 5. Dezember 1894 in Studenci), Professor und Direktor des örtlichen Gymnasiums

#### Brücke von Mostar
1. Jozo (Ivan) Bencun (* 26. September 1869 in Međugorje)
2. Kažimir Bebek (* 1. Oktober 1901 in Vitina bei Ljubuški)
3. Nenad-Venacije (Josip) Pehar (* 7. Mai 1910 in Stubica bei Ljubuški)
4. Leo Petrović (* 28. Februar 1883 in Klobuk bei Ljubuški)
5. Rafo Prusina (* 21. Januar 1884 in Hamzići zu Čitluk)
6. Bernardin Smoljan (* 3. Oktober 1884 in Rodoč zu Mostar)
7. Grgo Vasilj (* 13. März 1886 in Međugorje)

## Gedenken und Aufarbeitung
Die „Märtyrer von Široki Brijeg“ nahmen eine hervorgehobene Stellung unter den ermordeten kroatischen Priestern, Ordensleuten und Gläubigen ein. 1955 schrieb Dionizije Lasić (1913–1997), Theologie-Professor an der Päpstlichen Hochschule in Rom:

„Unsere Kirche hat sie fast kanonisiert und feierlich unsere Augen und Aufmerksamkeit auf sie gelenkt. Sie erwähnt besonders die 28 Märtyrer von Široki Brijeg: wenn wir aber das lange kroatische Martyrologium ansehen, werden wir noch viele andere rührende Fälle wahren Märtyrertodes finden: mit frommen Liedern im Mund und der stillen Übergabe in Gottes heiligen Willen. […] Der Triumph dieser heiligen Opfer wird vor der Kirche sicherlich einmal erfolgen.“

Der Gedenktag in der Liturgie der katholischen Kirche ist der 7. Februar. 1991 wurden der Kurie Dokumente zur Einleitung eines Seligsprechungsverfahrens übergeben.
Im Jahr 2012 erklärte der Gemeinderat von Široki Brijeg, den 7. Februar zum örtlichen Gedenktag, an dem aller örtlichen Opfer des Zweiten Weltkriegs gedacht wird und zu welchem alljährlich Veranstaltungen stattfinden.
Am 7. Februar 2015 gab die Kroatische Post Mostar anlässlich des 70. Jahrestages eine Sondermarke, einen Sonderstempel sowie Ersttagsbrief und -karte für den Postverkehr von Bosnien und Herzegowina aus. Dabei zeigen Marke und Stempel das zerstörte Kloster Široki Brijeg, und der Brief bzw. die Karte zeigen die Porträtfotos der beim Massaker und im Krieg getöteten herzegowinischen Franziskaner.
Die Ereignisse wurden im 60-minütigen Dokumentarfilm IN ODIUM FIDEI – Iz mržnje prema vjeri (deutsch: Aus Hass gegen den Glauben; Kroatien, 2015) aufgearbeitet.